# Balee Daka
Balee Daka is een bestuurslaag in het regentschap Bireuen van de provincie Atjeh, Indonesië. Balee Daka telt 357 inwoners (volkstelling 2010).